# Antonio Mora Claros
Antonio Mora Claros (Huelva, 1876-Huelva 20 de noviembre de 1922) fue un empresario y alcalde de la ciudad de Huelva entre 1920 y 1922, considerado por sus habitantes como "Modelo de ciudadanos".

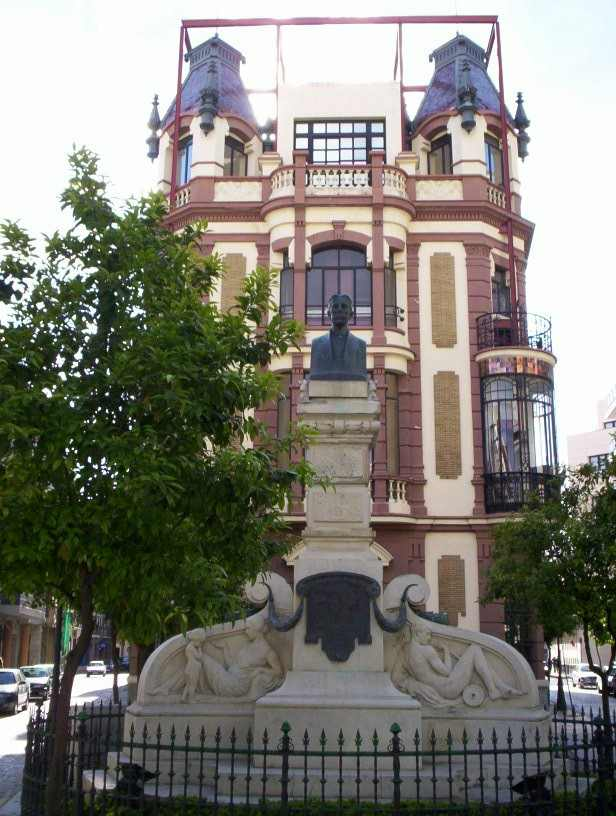
Monumento erigido en 1926 obra de Diego García Carreras y sufragado por suscripción popular

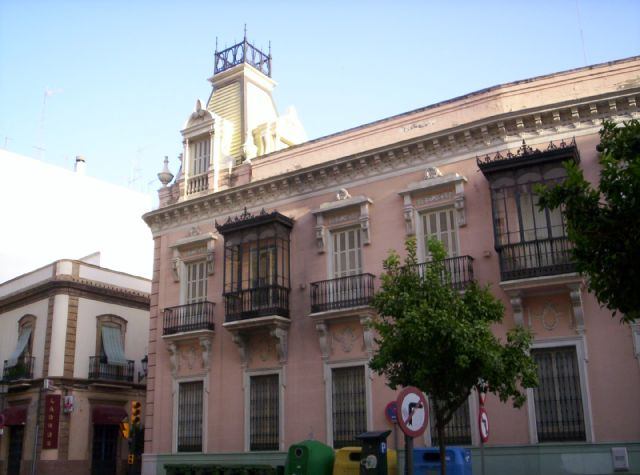
Palacio de Mora Claros, en Huelva

## Biografía
Hijo del empresario onubense Antonio Mora García y Catalina Claros Sánchez, natural de Higuera la Real, fue presidente de la Diputación Provincial de Huelva en 1914 y diputado en Cortes (elegido en 1903, 1907, 1911, 1915[cita requerida] y el bienio 1918-1919) como representante del Partido Liberal Conservador, cuyo comité local presidió desde 1916 hasta su fallecimiento. Alcalde de Huelva entre 1920 y 1922, y durante su mandato municipal fue sustituido el alumbrado público de gas por el eléctrico y se creó el Cuerpo de Bomberos.
En su actividad privada destacó como emprendedor. Puso en marcha la Fábrica de Electricidad San José y San Antonio, que abastecía a toda la ciudad y los pueblos de su entorno, permitiendo el crecimiento de la industria de Huelva y el despegue de su puerto.
En el ámbito de la cultura creó el primer teatro que abrió en la ciudad, con capacidad para 1.085 personas y que bautizó como Teatro Mora en su honor. Fue inaugurado el 20 de octubre de 1910 y estuvo en funcionamiento hasta 1968. Fundó en noviembre de 1908 el periódico El Diario de Huelva, en el cual ejerció como editor.
Contrajo matrimonio con Josefa Jiménez Vázquez el 14 de marzo de 1901, con quien colaboró frecuentemente con las iniciativas solidarias, ya que era presidenta de la Junta de Damas de la Beneficencia.
El matrimonio impulsó numerosas acciones caritativas y fueron unos importantes mecenas del Asilo de Ancianos Desamparados.  En 1912 se anuncia que a través de la Fundación Mora Claros, el multimillonario de Huelva, deja la cantidad de 100.000 pesetas, para que con sus réditos se conceda un premio anual al periodista católico que a juicio de la Comisión, se haya distinguido más en la defensa del catolicismo y de los sanos intereses de la patria.
Amantes de las tradiciones más significativas de nuestra ciudad, su Semana Santa, es destacable en 1920 la adquisición para la Hermandad de la Vera-Cruz y Oración en el Huerto, del manto procesional para Nuestra Señora de los Dolores, realizado en 1.905 por Doña Patrocinio Vázquez, en hojilla de plata sobre terciopelo de Lyon burdeos.
Ambos donaron los terrenos y financiaron la construcción del edificio de la Gota de Leche, ubicado en el Paseo de la Independencia de la capital onubense. Josefa recibió tras la muerte de su marido, el 29 de julio de 1927 el título pontificio con carácter personal de condesa de Mora Claros. y autorizado para su uso en España por Real Despacho de 17 de julio de 1928. Posteriormente el 13 de junio de 1928 solicitó el cambio de denominación por el de condesa de MoralClaros.
Por mediación de Mora Claros se concreta la vuelta de los frailes franciscanos al Monasterio de Santa María de la Rábida. Financió esta restauración, que había sido decretada en 1892 con motivo del cuarto centenario del Descubrimiento de América pero no se concretó hasta el 29 de febrero de 1920.
El rey Alfonso XIII le concedió el 7 de marzo de 1921 la Gran Cruz de Caballero de la Real Orden de Isabel la Católica; así mismo fue condecorado con el Gran Collar de la Orden de Carlos III y el título de gentilhombre de cámara del rey.
Fallece el 20 de noviembre de 1922 y su entierro constituyó una manifestación de dolor sin precedentes en la ciudad. La prensa de toda España, se hizo eco de tan lamentable suceso.
Sus contemporáneos le elogiaron señalando que:

"...fue en vida modelo de ciudadanos activos y laboriosos y un enamorado de Huelva, la ciudad querida a la que dedicó sus mejores entusiasmos".

Su viuda, Josefa Jiménez Vázquez falleció en Huelva el 1 de diciembre de 1955.

## Palacio de Mora Claros
Antonio Mora y Josefa Jiménez crearon como residencia familiar el Palacio de Mora Claros. Está situado en la ciudad de Huelva, en la esquinas de las calles Puerto y Mora Claros. Se trata de un edificio ecléctico diseñado por Moisés Serrano y remodelado poco después por José María Pérez Carasa. Actualmente es la sede de un centro de día de la Junta de Andalucía para personas mayores.
Junto a la fachada lateral fue inaugurado en 1926 un monumento en su memoria, situado entonces en la puerta del Ayuntamiento del que había sido alcalde. El busto fue realizado por Diego García Carreras, gracias a una suscripción popular.

## Diario de Huelva
Diario de Huelva, ‘Diario Independiente’, surge el 6 de noviembre de 1908 de la mano de Antonio Mora Claros, jefe del partido conservador, que utilizó en algunas ocasiones sus páginas para defenderse de los ataques liberales y republicanos. Su tirada se situaba en unos 4000 ejemplares diarios y contaba con una plantilla de 11 trabajadores fijos. Fue un periódico rentable y consolidado, más representativo de la Restauración onubense, así como uno de los más duraderos junto con La Provincia y Odiel.
La dirección del mismo entre 1908 y 1942 corrió a cargo de Antonio José Páez, Ramón Peris, José Egea, Alfredo Blanco y Luis de la Escosura.

## Teatro Mora
Durante los primeros años del siglo XX,  la ciudad de Huelva no contaba con estructuras específicamente dedicadas a las artes escénicas, pero eso no impedía que se realizaran funciones para su población. La primera iniciativa para la construcción de un edificio teatral en Huelva, nació del precursor y promotor de buena parte de la cultura onubense, Antonio Mora Claros. Encargado el proyecto al arquitecto Trinidad Gallego Díaz en 1910, el teatro estaba ubicado en pleno centro de la ciudad, presentando su fachada principal hacia la calle Gravina, haciendo esquina con la actual Avenida Alemania. 
La inauguración del Teatro Mora tiene lugar el día 20 de octubre de 1910, este día fue muy importante para la población onubense que por primera vez contaba con una infraestructura de tales características, por lo que la demanda de entradas fue altísima.
El teatro que contaba con un aforo de 1085 personas, estaba dividido en tres plantas: una platea y dos gradas. Los espectadores entraban por un amplio vestíbulo que conectaba con la sala principal, donde se encontraban las numerosas butacas plegables. 
A partir de 1915, se produce un cambio en la programación de actividades del teatro, donde se produce la alternancia entre el teatro y el cine. 
En la década de 1930, el Teatro Mora empezó a decaer, esto se debe a la nueva construcción del “Real Teatro’’ o “Gran Teatro’’ en 1923. El 2 de diciembre de 1967, la prensa de Huelva comunicó el derribo del Teatro Mora. 
Durante el tiempo que se mantuvo en pie la infraestructura de este teatro pasaron tres propietarios por el mismo: desde 1910 a 1922, su dueño y promotor Antonio Mora Claros; de 1922-1955, tras la muerte de Mora Claros, su esposa, Pepita Jiménez, la condesa de Mora Claros, hasta su muerte el 1 de diciembre de 1955; de 1955-1968, sus herederos venden el local a la empresa Jiménez Trujillo, que realiza una restauración y lo gestionan posteriormente hasta su derribo en 1968.

## Fábrica de Electricidad de San José y San Antonio
Era una fábrica donde se fabricaba electricidad.